# Julien Brulé
Julien Brulé (Avilly-Saint-Léonard, 30 d'abril de 1875) fou un tirador amb arc francès, guanyador de cinc medalles olímpiques.
Va participar, als 44 anys, en els Jocs Olímpics d'Estiu de 1920 realitzats a Anvers (Bèlgica), on va aconseguir guanyar la medalla d'or en la prova de tir a l'ocell mòbil (50 metres individual), la medalla de plata en les proves de tir a l'ocell mòbil (33 metres individual), tir a l'ocell mòbil (33 metres per equips) i ocell mòbil (50 metres per equips), així com la medalla de bronze en el tir a l'ocell mòbil (28 metres per equips).